# Lilí Álvarez
Elia Maria »Lilí« González-Álvarez y López-Chicheri-de la Valdene, španska tenisačica, * 9. maj 1905, Rim, † 8. julij 1998, Madrid.
V posamični konkurenci se je trikrat zapored uvrstila v finale turnirja za Prvenstvo Anglije, kjer jo je leta 1926 premagala Kitty McKane Godfree, v letih 1927 in 1928 pa Helen Wills. Na turnirjih za Amatersko prvenstvo Francije se je najdlje uvrstila v polfinale v letih 1930, 1931, 1936 in 1937. V konkurenci ženskih dvojic je leta 1929 osvojila turnir za Amatersko prvenstvo Francije skupaj s Keo Bouman, v konkurenci mešanih dvojic pa se je uvrstila v finale istega turnirja leta 1927 skupaj z Billom Tildenom. Nastopila je na Olimpijskih igrah 1924, kjer je osvojila peto mesto med posameznicami in v konkurenci mešanih dvojic, v konkurenci ženskih dvojic pa je bila osma.

## Finali Grand Slamov

### Posamično (3)

#### Porazi (3)
| Leto | Turnir                | Nasprotnica v finalu | Rezultat finala |
| 1926 | Prvenstvo Anglije     | Kitty McKane Godfree | 2–6, 6–4, 3–6   |
| 1927 | Prvenstvo Anglije (2) | Helen Wills          | 2–6, 4–6        |
| 1928 | Prvenstvo Anglije (3) | Helen Wills          | 2–6, 3–6        |

### Ženske dvojice (1)

#### Zmage (1)
| Leto | Turnir                       | Partnerica | Nasprotnici v finalu     | Rezultat finala |
| 1929 | Amatersko prvenstvo Francije | Kea Bouman | Bobbie Heine Alida Neave | 7–5, 6–3        |

### Mešane dvojice (1)

#### Porazi (1)
| Leto | Turnir                       | Partner     | Nasprotnika v finalu              | Rezultat finala |
| 1927 | Amatersko prvenstvo Francije | Bill Tilden | Marguerite Broquedis Jean Borotra | 4–6, 6–2, 2–6   |